# Valisa diplomàtica
La valisa diplomàtica és una tramesa que remet, generalment de manera regular, una missió diplomàtica al seu ministeri d'afers exteriors (i viceversa) que conté la correspondència i els objectes d'ús oficial, i en la qual ha de constar de manera ostensible el seu caràcter de valisa diplomàtica. És inviolable: no pot ser oberta ni retinguda en cap concepte. Està regulada per la Convenció de Viena sobre relacions diplomàtiques.
La valisa consular és equivalent a la valisa diplomàtica però tramesa per, o a, una oficina consular. La seva regulació és molt similar a la de la valisa diplomàtica encara que la seva inviolabilitat no és tan absoluta en la mesura que la Convenció de Viena sobre relacions consulars permet que l'Estat receptor pugui demanar la seva obertura quan tingui motius fundats per a sospitar que el seu contingut no sigui exclusivament correspondència i objectes d'ús oficial.